# Barr
Barr (Barr in tedesco, Borr in dialetto alsaziano) è un comune francese di 7 174 abitanti situato nel dipartimento del Basso Reno nella regione del Grand Est.
Sorge sui contrafforti del massiccio dei Vosgi ai piedi della collina di Sante-Odile, a 8 km a sud di Obernai. È attraversata dal fiume Kirneck, affluente dell'Andlau e sotto-affluente dell'Ill.
All'origine proprietà imperiale, la città fu ceduta dagli Asburgo a Nicolas Ziegler nel 1522 e quindi trasformata in luogo franco tre anni più tardi. Successivamente i suoi figli la vendettero alla città di Strasburgo, a cui dovette unirsi nella guerra che oppose Strasburgo ai cattolici della Lorena. Nel 1592 questi bruciarono il castello, il municipio e settanta abitazioni, e torturarono molti degli abitanti.
Durante la guerra dei trent'anni dovette subire gli attacchi imperiali, degli svedesi e dei francesi, ma meno dei villaggi circostanti. Nel conflitto che oppose Luigi XIV a Strasburgo la città fu occupata dai francesi; l'omicidio di un ufficiale da parte di un abitante portò all'incendio della città per rappresaglia.
La ricostruzione fu rapida e successivamente Barr non conobbe più devastazioni di questo tipo, anche se dovette sopportare e mantenere le truppe di passaggio. Nel XVIII secolo un processo che durerà quasi cent'anni oppose la signoria di Barr alla città di Strasburgo, che rivendicava la totalità delle foreste del suo vassallo. Nel 1763 un primo verdetto ne attribuì un terzo a Strasburgo; ci fu un appello e fu soltanto nel 1836 che il verdetto fu definitivamente confermato. Ancora fino ad una quarantina di anni fa i vecchi abitanti di Barr chiamavano la parte posseduta da Strasburgo d'r g'stohlne Wàld, "la foresta rubata".
Combattimenti violenti opposero a Barr nel 1944 l'esercito nazista e gli americani. Oggi il paese è un centro viti-vinicolo del Basso Reno anche se una grande parte delle sue vigne è stata venduta a cooperative che appartengono ad altri comuni.

## Società

### Evoluzione demografica
Abitanti censiti